# Anna-Haag-Preis
Der Thaddäus-Troll-Preis war ein Literaturpreis, der jedes Jahr durch den Förderkreis der Schriftsteller:innen in Baden-Württemberg e. V. öffentlich verliehen wurde. Der Preis war bis 2022 dem Schriftsteller und Vereinsgründer  Thaddäus Troll gewidmet und wird an „jüngere, qualifizierte, aber noch wenig bekannte Autoren“ vergeben und ist mit 10.000 Euro dotiert. Vorwiegend werden mit dem Preis Autoren ausgezeichnet, die ein Arbeitsstipendium durch den Verein erhalten und ein abgeschlossenes Manuskript oder Buch vorlegen können.  
Im Mai 2023 wurde der Preis umbenannt in Anna-Haag-Preis, nach der Schriftstellerin Anna Haag.

## Preisträger
- 1981: Manfred Esser
- 1982: Katja Behrens
- 1983: Michael Spohn
- 1984: Rainer Wochele
- 1985: Gerhard Raff
- 1986: Rafik Schami
- 1987: Ernst Köhler
- 1988: Carmen Kotarski
- 1989: Eva Christina Zeller
- 1990: Hellmut G. Haasis
- 1991: Urs M. Fiechtner
- 1992: Thommie Bayer
- 1993: Harald Hurst
- 1994: Walle Sayer
- 1995: Michael Buselmeier
- 1996: Arnold Stadler
- 1997: Marcus Hammerschmitt
- 1998: Markus R. Weber
- 1999: Karl-Heinz Ott
- 2000: Joachim Zelter
- 2001: Anna Breitenbach
- 2003: Martin Gülich
- 2005: Angelika Overath
- 2007: Susanne Stephan
- 2008: Annette Pehnt
- 2009: José F. A. Oliver
- 2010: Martin von Arndt
- 2011: Lisa-Marie Dickreiter
- 2012: Sandra Hoffmann
- 2013: Matthias Kehle
- 2014: Katrin Zipse für Glücksdrachenzeit
- 2015: Carolin Callies für fünf sinne & nur ein besteckkasten
- 2016: Felicitas Andresen für Sex mit Hermann Hesse
- 2017: Manuela Fuelle für Luftbad Oberspree
- 2018: Kai Wieland für Amerika
- 2019: Iris Wolff für So tun, als ob es regnet[1]
- 2020: Kai Weyand für Die Entdeckung der Fliehkraft[2]
- 2021: Christian Schulteisz für Wense[3]
- 2022: Cihan Acar für Hawaii[4]
- 2023: Grit Krüger für Tunnel
- 2024: Ann Kathrin Ast für Beat